# Den Heul
Den Heul is een landhuis aan de Waldeck Pyrmontlaan 22 in Baarn in de provincie Utrecht. Het huis staat in het Wilhelminapark dat onderdeel is van  rijksbeschermd dorpsgezicht Prins Hendrikpark e.o.
Het landhuis is in 1911 ontworpen door J.C. van Epen. Van Epen heeft meerdere landhuizen ontworpen in Baarn. Dit landhuis is bezien het ontwerp en opzet een uitzondering. De andere landhuizen zijn veel compacter van opzet. Dit landhuis is langwerpig van opzet. Typerend is dat in de gevel een zonnewijzer zit. De villa heeft twee gebogen gevels en links een puntgevel. Een 'heul' is een oud woord voor duiker.

## Bewoning
De woning wordt gedeeltelijk particulier bewoond en heeft sinds de jaren zestig van de twintigste eeuw ook een kantoorfunctie. Momenteel wordt deze kantoorruimte gebruikt door het consultancybedrijf Stoneworx.

## Waldeck Pyrmontlaan
De laan is vernoemd naar het vorstendom Waldeck Pyrmont. Koningin Emma was afkomstig uit dit vorstendom. De laan werd omstreeks 1900 aangelegd om de Wilhelminalaan te verbinden met de Jacob van Lenneplaan. Aan de slingerende laan met eiken en beuken staan veel grote vrijstaande landhuizen, villa's en middenstandswoningen.